# Imazapyr
El Imazapyr es un herbicida no selectivo perteneciente a la familia de las imidazolinonas, usado para el control de un amplio espectro de malezas incluyendo gramíneas anuales y perennes, y malezas de hoja ancha, especies leñosas, tanto terrestres como acuáticas.